# 下川村 (岐阜県)
下川村（しもかわむら）は、かつて岐阜県郡上郡に存在した村である。1954年に合併で美並村となった後、現在は郡上市の一部である。かつての美並村の東部、長良川の東岸に該当する。

## 歴史
- 江戸時代、この地域は郡上藩領であった。
- 1897年（明治30年）4月1日 - 梅原村、三戸村、白山村、大原村が合併し、下川村となる。
- 1954年（昭和29年）11月1日 - 嵩田村と合併し美並村が発足。同日下川村廃止。

## 学校
- 下川村立下川小学校
  - 大原分校
  - 三戸分校
- 郡上郡学校組合立郡南中学校

## 交通機関
- 国鉄越美南線
  - 美濃下川駅・郡上福野駅・苅安駅・深戸駅

2002年に開業した長良川鉄道みなみ子宝温泉駅も、旧・下川村に該当する。